# Heliswiss

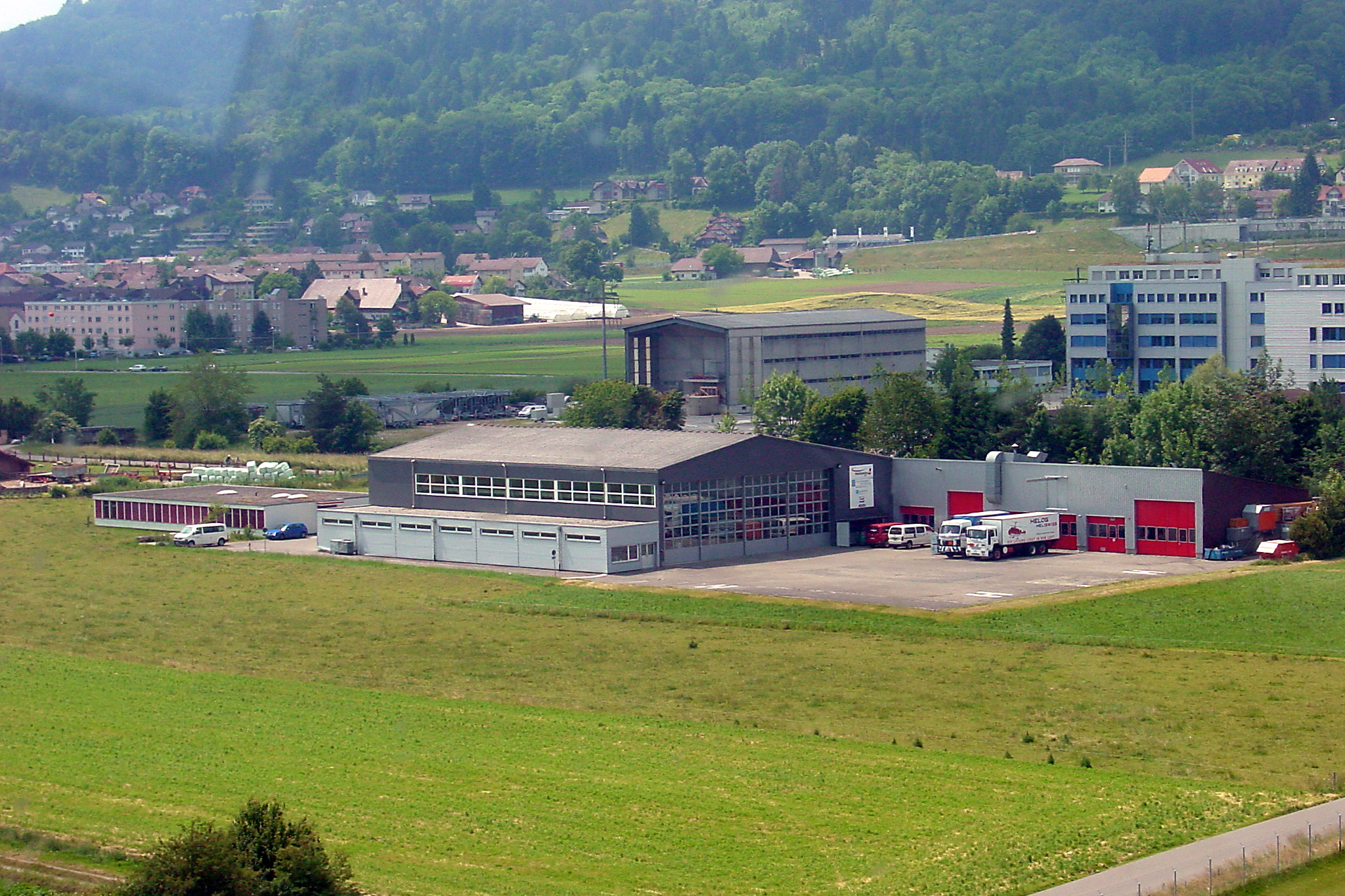
Der Hauptsitz von Heliswiss in Bern-Belp

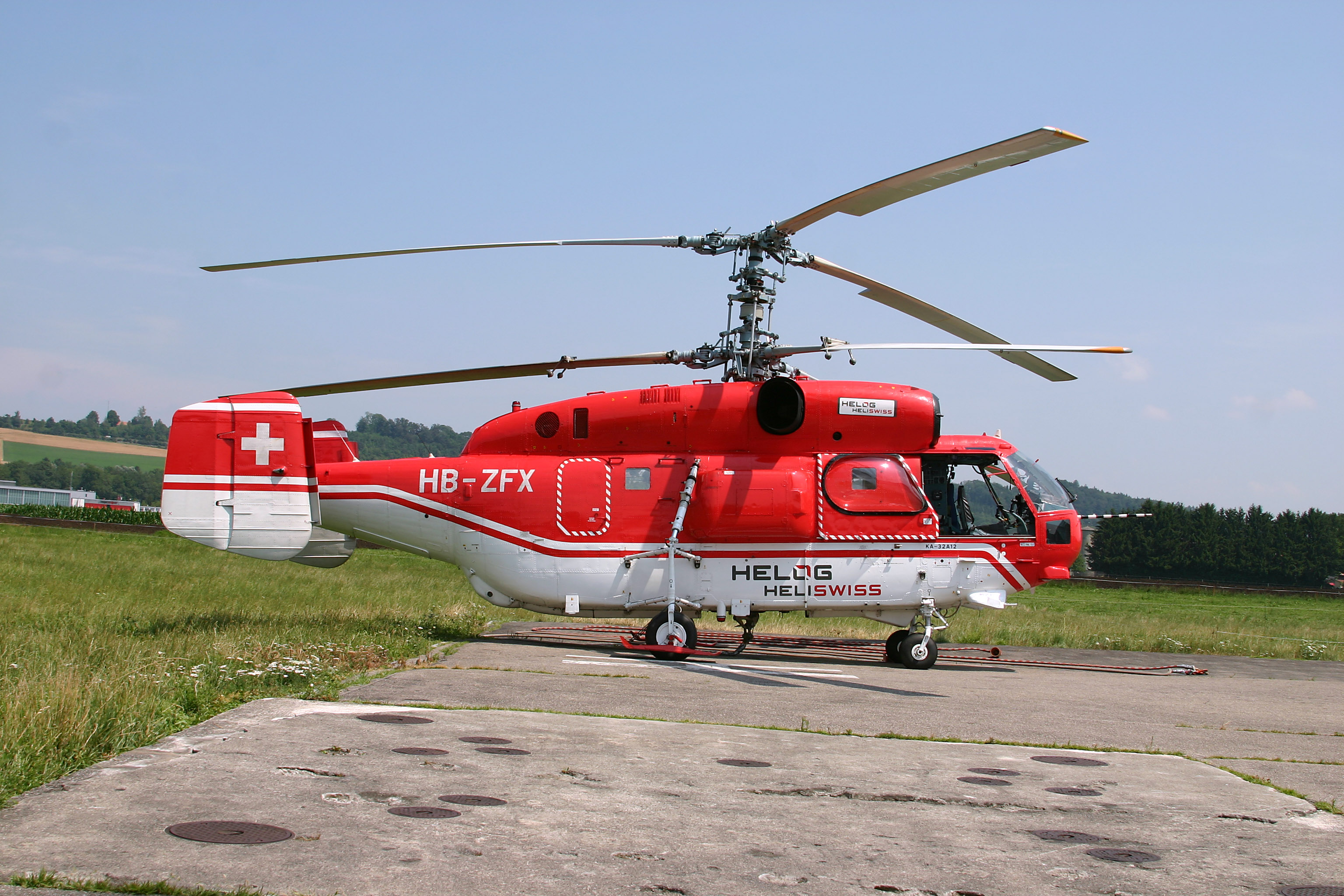
Der Grosshelikopter Kamov 32A12 HB-ZFX wird von der Heliswiss International AG betrieben.

Heliswiss (offiziell: Heliswiss, Schweizerische Helicopter AG) ist ein ehemaliger selbständiger Schweizer Helikopterbetreiber mit Sitz am Flughafen Bern-Belp in der Gemeinde Belp.
Im 2012 wurde das gesamte Kapital in die Swiss Helicopter AG, mit Sitz in Chur transferiert, welche die Basen der Heliswiss und deren Maschinen unter dem neuen Namen weiter betreibt.

## Geschichte
Heliswiss wurde am 17. April 1953 gegründet. Dies war der Beginn der Helikopterfliegerei in der Schweiz. In den folgenden Jahren wurde über die ganze Schweiz ein flächendeckendes Netz mit verschiedenen Helikopterstützpunkten aufgebaut: Flughafen Bern-Belp, Samedan GR, Domat/Ems GR (bis 2003), Aeroporto Cantonale di Locarno, Erstfeld UR, Gampel VS, Gstaad BE und Gruyères FR.
Bis die Schweizerische Rettungsflugwacht (REGA) ihr eigenes Helikopternetz aufgebaut hatte, wurden in deren Auftrag durch die Heliswiss viele Rettungseinsätze geflogen. Auch im Ausland, beispielsweise in Grönland, Suriname, Nordafrika und in den Urwäldern Südamerikas flog die Heliswiss ihre Einsätze.
Der erste Helikopter der Heliswiss war ein Bell 47 G-1. Am 23. September 1953 als HB-XAG im Luftfahrtregister eingetragen, nahm er am 9. Oktober 1953 den Flugbetrieb auf.
Ab 1963 wurden neben den bisher verwendeten Kleinhelikoptern auch Grosshelikopter des Typs Agusta Bell 204B mit einer Triebwerkleistung von 1050 PS und einer Traglast von bis zu 1500 kg eingesetzt. 1979 folgte die erste Bell 214 mit einer Traglast von bis 2,8 t. Ab 1991 wurde die russische Kamov KA-32A12 eingesetzt.
Im Juli 2012 hat sich Heliswiss mit Air Grischa, Bohag, Eliticino, Heli Gotthard und Rhein Heli zur neuen Swiss Helicopter AG zusammengeschlossen. Die Heliswiss International AG in Küssnacht besteht weiterhin unter diesem Namen, ebenso blieb die Heliswiss, Schweizerische Helicopter AG weiterhin im Handelsregister eingetragen. Im 2023 betrieben die Gesellschaften der Swiss Helicopter AG 15 Basen mit rund 35 Helikoptern.
Im Mai 2023 fand schweizweit ein Tag der Offenen Tür statt, laut Angaben der Swiss Helicopter Association besuchten 27'000 Menschen 18 Basen in der ganzen Schweiz und im Fürstentum Liechtenstein, darunter rund 2'600 Menschen alleine die gemeinsame Basis von Rega und Swiss Helicopter in Zweisimmen. Gleichzeitig wurde an diesem Wochenende in Belp das 70-jährige Bestehen der Basis gefeiert.

### Aufträge
Beispielsweise:
- Am 6. März 2021 hob der Kamov KA 32 mit einem 200 m langem Seil mehrere 5 t schwere Rückkühler der Kälteanlagen vom Dach eines alten Gebäudetrakts der Chirurgie des Klinikums in Graz-Geidorf auf den neuen Trakt. Laut Auftraggeber wäre ein bodengestützter Kran gleich teuer gewesen, hätte jedoch längere Zeit für Auf- und Abbau gebraucht und fand nicht genug Bodenfläche zum Abstützen vor.[12]

## Flotte
(Stand Juni 2011)
- 1 Guimbal Cabri G2
- 2 Schweizer 269C
- 3 Bell 206
- 1 Eurocopter AS 350B2
- 2 Eurocopter AS 350B3
- 1 Eurocopter AS 350SD2
- 1 SA315B
- 1 AS332C1 Super Puma
- 2 Kamow KA-32A12

Mit Stand 15. August 2018 hatte die Nachfolgefirma Swiss Helicopter 29 Helikopter und eine Drohne im Einsatz, darunter ein Kamow KA-32A12.

## Basen
- Bern-Belp
- Gruyères
- Gstaad (im Winter)

## Angebot
- Schulung (Grundschulung, Berufspilotenausbildung, Gebirgsausbildung, Nachtflug)
- Charterflüge
- VIP-Flüge
- Heliskiing
- Film- und Fotoflüge
- Unterlastflüge bis 5000 kg, Montageflüge, Logging
- Feuerbekämpfung